# Ligularia eriocaulis
Ligularia eriocaulis là một loài thực vật có hoa trong họ Cúc. Loài này được M.Zhang & L.S.Xu mô tả khoa học đầu tiên năm 1997.